# Celtic Woman: Lullaby
Celtic Woman: Lullaby – szósty album zespołu Celtic Woman. Wydany 15 lutego 2011 roku. 
Album zawiera występy wokalistek Chloë Agnew, Lynn Hilary, Lisy Kelly, Órla Fallon, Méav Ní Mhaolchatha, Hayley Westenra oraz skrzypaczki Máiréad Nesbitt. Jest to drugi album, w którym siedem członków zespołu (zarówno obecnych, jak i byłych) pojawiają się razem (pierwszym z nich jest Celtic Woman: The Greatest Journey). Utwory zostały wydane na CD.
Inspiracja dla tego albumu pochodzi od fanów, którzy pokochali kołysanki wykonywane przez grupę. Niektóre utwory zostały wzięte z filmów takich jak Pinokio czy Mary Poppins. Niektóre z utworów, takie jak Goodnight My Angel, Over the Rainbow oraz Walking in the Air, są ponownymi wydaniami z poprzednich albumów.

## Lista utworów
| Nr  | Tytuł                       | Wykonawca                                                      | Czas  |
| --- | --------------------------- | -------------------------------------------------------------- | ----- |
| 1.  | "When You Wish upon a Star" | Lisa Kelly, Máiréad Nesbitt                                    | 03:17 |
| 2.  | "Stay Awake"                | Chloë Agnew, Lynn Hilary, Lisa Kelly, Máiréad Nesbitt          | 03:22 |
| 3.  | "Baby Mine"                 | Chloë Agnew                                                    | 03:10 |
| 4.  | "Goodnight My Angel"        | Chloë Agnew, Lynn Hilary, Lisa Kelly                           | 03:14 |
| 5.  | "Over The Rainbow"          | Chloë Agnew, Órla Fallon, Méav Ní Mhaolchatha, Hayley Westenra | 02:38 |
| 6.  | "Suantrai"                  | Lynn Hilary                                                    | 03:19 |
| 7.  | "Walking In The Air"        | Chloë Agnew                                                    | 03:29 |
| 8.  | "The Blessing"              | Lisa Kelly                                                     | 03:51 |
| 9.  | "Brahms’ Lullaby"           | Chloë Agnew                                                    | 02:18 |
| 10. | "Hush Little Baby"          | Lisa Kelly                                                     | 00:50 |

- W utworze "Baby Mine" śpiewanym przez Chloë Agnew, słowa są dodatkowo zmienione przez piosenkarkę.